# Meningsmåling
 Der er for få eller ingen kildehenvisninger i denne artikel, hvilket er et problem. Du kan hjælpe ved at angive troværdige kilder til de påstande, som fremføres i artiklen.

En meningsmåling er en specifik type af survey-undersøgelser, hvor et repræsentativt udvalg af en population (typisk vælgerne) spørges om deres holdning til fortrinsvis samfundsforhold. Hvis meningsmålingen omfatter udvalgte vælgere, der spørges, hvorledes de har tænkt sig at stemme, næste gang der er valg, kaldes det en politisk meningsmåling.
Hvis de adspurgte er tilfældigt udvalgt, er det muligt at beregne den statistiske usikkerhed i stikprøven. Normalt accepterer forskerne en fejlmargen på +- 2,5 %, hvilket indebærer, at en politisk meningsmåling for at give et autentisk billede af vælgernes stemmehensigt skal omfatte mindst 1.125 besvarelser, som er udvalgt repræsentativt i befolkningen. Hvis stiprøven ikke er tilfældigt udvalgt, skal de adspurgtes geografiske, demografiske, økonomiske og sociale karakteristika afspejle befolkningen. En sådan stikprøve betegnes stratificeret udvælgelse.

## Troværdighed
Den 9. maj 2015 bragte Berlingske et tema om meningsmålingernes troværdighed. I dette tema blev der især gjort opmærksomt på, at flere af analyseinstitutterne udelukkende anvender internetrundspørge, hvor respondenterne lokkes med lotterier og konkurrencer. Ifølge samme artikel er Voxmeter det eneste analyseinstitut i Danmark, som kun rekrutterer via telefon. Den 15. juni 2015 havde Information i forbindelse med Folketingsvalget 2015 et lignende tema, hvor der blev givet fire gode råd med hensyn til at læse og tolke de forskellige målinger. Rådene var opdelt i fire hovedkategorier:
- Undersøg målingens størrelse samt antallet af dage, indsamlingen har taget.
- Hvordan indsamles svarene? (telefoninterview, internetpanel eller andet).
- Hvordan behandles tvivlernes svar?
- Hvordan udregenes 'blokkenes' tal (med eller uden partier, der er under spærregrænsen). [2]

En tilsvarende analyse i Ingeniøren påpegede, at stikprøvens størrelse ikke er hovedproblemet; den hyppigste årsag til fejlagtige meningsmålinger er derimod repræsentativiteten i forbindelse med udvælgelsen af populationen. 
Om situationen, hvor meningsmålingerne i tre ugers valgkamp i 2015 viste næsten dødt løb mellem 'blokkene', udtalte en ekspert:
"Målingerne viser, hvad du ville stemme, hvis der var valg i morgen. Men det kan jo godt være, at der sker noget, når du står i stemmeboksen. Det er umuligt at fange, og derfor er der en risiko ved alle målinger, sådan som vi har set i både Storbritannien og Israel på det seneste".

## Exit polls
En exit poll er en stikprøveundersøgelse, hvor vælgere umiddelbart efter deres stemmeafgivelse spørges, hvorledes de har stemt. Til forskel fra normale vælgerundersøgelser, hvor vælgerne spørges, hvordan de har tænkt sig at stemme, spørges de her om, hvordan de konkret stemte.
Der vil som regel blive udtaget et (større) antal vælgere fra udvalgte valgsteder, hvorfor der i stikprøvesammenhæng er tale om klyngeudvælgelse.
Exit polls bliver som regel meget pålidelige på grund af den mere sikre målemetode og et stort antal deltagende vælgere.